# تي جاي كولينز
تي جاي كولينز (بالإنجليزية: T.J. Collins)‏ هو مهندس معماري أمريكي، ولد في 2 أغسطس 1844، وتوفي في 6 أكتوبر 1925.